# Anett Goppold
Anett Goppold (* 10. November 1981) ist eine deutsche Gewichtheberin der 69-kg-Klasse. Sie wohnt und trainiert in Eibau.

## Erfolge
Ihr größter Erfolg ist der 6. Platz im Stoßen und in der Zweikampfwertung der Europameisterschaften 2008. Seit 2002 ist sie durchgängig Deutsche Meisterin geworden, 2002 noch in der 63-kg-Klasse, 2003 und 2008 in der 75-kg-Klasse, in den anderen Jahren in der 69-kg-Klasse.
Ihre persönliche Bestleistung ist 209 kg in der Zweikampfwertung, 93 kg im Reißen und 117 kg im Stoßen.